# 四角柃
四角柃（学名：Eurya tetragonoclada）为山茶科柃木属下的一个种。

## 扩展阅读
維基物種上的相關：四角柃